# Championnat d'Espagne de vitesse Moto3 2012
Navigation
Championnat 2013
Le Championnat d'Espagne de vitesse Moto3 2012 est la 1re édition du championnat d'Espagne de vitesse moto organisé avec des Moto3 par la FIM. Le titre revient au pilote espagnol Alex Marquez, deuxième en 2011.

## Calendrier
| Calendrier 2012 | Calendrier 2012 | Calendrier 2012 | Calendrier 2012   | Calendrier 2012     | Calendrier 2012   | Calendrier 2012 |
| N°              | Date            | Circuit         | Pole position     | Meilleur tour       | Vainqueur         |                 |
| --------------- | --------------- | --------------- | ----------------- | ------------------- | ----------------- | --------------- |
| 1               | 1er avril       | Jerez           | Philipp Öttl      | Philipp Öttl        | Philipp Öttl      |                 |
| 2               | 22 avril        | Navarre         | Álex Márquez      | Álex Márquez        | Álex Márquez      |                 |
| 3               | 27 mai          | Aragon          | Juanfran Guevara  | Luca Amato          | Luca Amato        |                 |
| 4               | 24 juin         | Catalogne       | Francesco Bagnaia | Lorenzo Baldassarri | Francesco Bagnaia |                 |
| 5               | 22 juillet      | Albacete        | Álex Márquez      | Luca Amato          | Álex Márquez      |                 |
| 6               | 9 septembre     | Albacete        | Albert Arenas     | Francesco Bagnaia   | Juanfran Guevara  |                 |
| 7               | 18 novembre     | Valence         | Niccolo Antonelli | Livio Loi           | Brad Binder       |                 |

## Classement du championnat
Les points sont attribués au 15 premiers de chaque Grand Prix. Les pilotes doivent obligatoirement terminer le Grand Prix pour obtenir les points.
| Classement | 1er | 2  | 3  | 4  | 5  | 6  | 7 | 8 | 9 | 10 | 11 | 12 | 13 | 14 | 15 |
| ---------- | --- | -- | -- | -- | -- | -- | - | - | - | -- | -- | -- | -- | -- | -- |
| Points     | 25  | 20 | 16 | 13 | 11 | 10 | 9 | 8 | 7 | 6  | 5  | 4  | 3  | 2  | 1  |

| Pos | Pilote              | JER | NAV | ARA | CAT | ALB | ALB | VAL | Pts |
| --- | ------------------- | --- | --- | --- | --- | --- | --- | --- | --- |
| 1   | Álex Márquez        | Ab. | 1   | 2   | 2   | 1   | 4   |     | 103 |
| 2   | Luca Amato          | Ab. | 4   | 1   | 3   | 2   | Ab. | 12  | 78  |
| 3   | Francesco Bagnaia   | 8   | 2   | Ab. | 1   | Ab. | 2   | Ab. | 73  |
| 4   | Philipp Öttl        | 1   | 8   | 7   | 8   | 9   | Ab. | 4   | 70  |
| 5   | Marcos Ramirez      | 6   | 5   | 4   | 5   | 4   | Ab. | 11  | 63  |
| 6   | Juanfran Guevara    | 5   | Ab. | 3   | 6   | Ab. | 1   | Ab. | 62  |
| 7   | John McPhee         | 3   | 3   | 9   | Ab. | 6   | 5   | Ab. | 60  |
| 8   | Lorenzo Baldassarri | Ab. | 7   | 11  | 4   | Ab. | 8   | 7   | 44  |
| 9   | Josep Rodriguez     | 4   | Ab. | 6   | 14  | Ab. | 11  | 5   | 41  |
| 10  | Hyuga Watanabe      | Ab. | 9   | 10  | 7   | 3   | Ab. | Ab. | 38  |
| 11  | Julian Miralles     | 13  | 14  | 5   | 18  | 7   |     | 6   | 37  |
| 12  | Jorge Navarro       | 11  | Ab. | 8   | 10  | Ab. | 7   | 8   | 36  |
| 13  | Alejandro Medina    | 2   | Ab. | 27  | 13  | 8   | Ab. | 14  | 33  |
| 14  | Fraser Rogers       | 24  | 6   | 14  | 11  | 10  | 6   | Ab. | 33  |
| 15  | Xavi Vierge         | Ab. | 10  | 13  | 12  | 5   | 9   | Ab. | 31  |
| 16  | Albert Arenas       | Ab. | Ab. | 12  | 9   | Ab. | 3   | Ab. | 27  |
| 17  | Brad Binder         |     |     |     |     |     |     | 1   | 25  |
| 18  | Livio Loi           |     |     |     |     |     | 13  | 2   | 23  |
| 19  | Ana Carrasco        | 7   | Ab. | 16  | 17  | 11  | 10  | Ab. | 20  |
| 20  | Kevin Calia         |     |     |     |     |     |     | 3   | 16  |
| 21  | Jules Danilo        |     | 14  |     | 16  | 14  | 12  | 10  | 14  |
| 22  | Andrea Migno        | 10  | 13  | 19  | Ab. |     |     | 13  | 12  |
| 23  | Wayne Ryan          | 16  | 11  | 15  | 15  | 12  | Ab. | Ab. | 11  |
| 24  | Eduardo Alayon      | 9   | 21  | Ab. | 33  |     | 18  | 18  | 7   |
| 25  | Kyle Ryde           |     |     |     |     |     |     | 9   | 7   |
| 26  | Remy Gardner        | Ab. | 15  |     | Ab. | 13  | 14  | 19  | 6   |
| 27  | Fausto Granton      | 12  | Ab. | 22  | 22  | 16  | Ab. |     | 4   |
| 28  | Daniel Saez         | 14  | 18  | 18  | 27  | Ab. | 26  | 22  | 2   |
| 29  | Pedro Rodriguez     | 15  | 16  | 17  | 23  | 17  | 16  | 20  | 1   |
| 30  | María Herrera       | 23  | WD  | Ab. | 29  | 19  | 15  | 16  | 1   |
| 31  | Gabriel Ramos       | Ab. | 17  | 20  | 24  | 15  | Ab. | 25  | 1   |
| 32  | Bradley Ray         |     |     |     |     |     |     | 15  | 1   |
| Pos | Pilote              | JER | NAV | ARA | CAT | ALB | ALB | VAL | Pts |

| Couleur | Résultat                     |
| ------- | ---------------------------- |
| Or      | Vainqueur                    |
| Argent  | 2e place                     |
| Bronze  | 3e place                     |
| Vert    | Terminé, dans les points     |
| Bleu    | Terminé, pas dans les points |
| Violet  | Abandon (Ab.) ou (Ret)       |
| Violet  | Non classé (NC)              |
| Rouge   | Pas qualifié (DNQ)           |
| Noir    | Disqualifié (DSQ)            |
| Blanc   | Pas au départ (DNS)          |
| Blanc   | Forfait (WD)                 |
| Blanc   | N'a pas participé (DNP)      |
| Blanc   | Blessé (INJ)                 |
| Blanc   | Exclu (EX)                   |
| Blanc   | Course annulée (C)           |